# Metsamor kärnkraftverk

Placering i Armenien. Siffran 4 visar Metsamors läge.

Metsamor kärnkraftverk (armeniska: Մեծամոր ատոմակայան), också känt som Oktemberjan, är ett kärnkraftverk vid staden Metsamor 30 kilometer väster om Jerevan. Det ligger i ett av de mest jordskalvsutsatta områdena på jorden.

## Konstruktion och drift
Kärnkraftverket byggdes under 1970-talet och har två VVER-440/230 reaktorer utan primära reaktorinneslutningar. Kraftverket producerar omkring 40% av Armeniens elektricitet. Det stängdes efter jordbävningen i Armenien 1988. Blockader från Turkiet och Azerbajdzjan skapade energibrist i Armenien, vilket fick den armeniska regeringen att återstarta en av kraftverkets två reaktorer 1993. Den togs i drift 1995.
Metsamor har drivits av det ryska företaget Inter RAO UES sedan 2003.

## Planerad stängning och nybyggnad
Armenien erbjöds att låna 200 miljoner euro för att finansiera stängningen, vilket avvisades.
Efter internationella påtryckningar beslöt den armeniska regeringen i november 2007 att stänga kärnkraftverket utan att ange något exakt datum. Tidigare var det planerat att verket skulle drivas fram till 2016. Beslutet om att stänga kärnkraftverket kom en vecka efter att USA lovade hjälpa Armenien med att undersöka möjligheter för ett nytt kärnkraftverk i landet. Det diskuteras fortfarande att bygga ett nytt kärnkraftverk på samma plats 2016.